# Incarnationis Mysterium

Wappen Papst Johannes Paul II.

Incarnationis Mysterium (lat. Das Geheimnis der Menschwerdung) heißt die, mit dem Untertitel „Auf dem Weg ins Dritte Jahrtausend“ bezeichnete,  Verkündigungsbulle von Papst Johannes Paul II.,  mit der er am 29. November 1998 die Durchführung eines  Heiligen Jahres für das Jahr 2000 ankündigte. Der Anhang beinhaltet die Anweisung für die Erlangung des  Jubiläumablasses.

## Das Dritte Jahrtausend
Den Blick fest auf das Geheimnis der Menschwerdung des Gottessohnes gerichtet, schickt sich die Kirche an, die Schwelle des dritten Jahrtausends zu überschreiten. Wie nie zuvor empfinden wir es in diesem Augenblick als unsere Pflicht und Schuldigkeit, uns das Lob- und Danklied des Apostels zu eigen zu machen: »Gepriesen sei der Gott und Vater unseres Herrn Jesus Christus: Er hat uns mit allem Segen seines Geistes gesegnet durch unsere Gemeinschaft mit Christus im Himmel. Denn in ihm hat er uns erwählt vor der Erschaffung der Welt, damit wir heilig und untadelig leben vor Gott; er hat uns aus Liebe im Voraus dazu bestimmt, seine Söhne zu werden durch Jesus Christus und nach seinem gnädigen Willen zu ihm zu gelangen. [...] Er hat uns das Geheimnis seines Willens kundgetan, wie er es gnädig im Voraus bestimmt hat: Er hat beschlossen, die Fülle der Zeiten heraufzuführen, in Christus alles zu vereinen, alles, was im Himmel und auf Erden ist« (Eph 1,3–5.9–10 ) (vergl. Incarnationis Mysterium, 1).
Mit diesem Einleitungssatz beginnt die Päpstliche Bulle und verweist auf die Bedeutung dieses Jahrtausendwechsels hin. Der Papst weist darauf hin, dass sich die Gläubigen neu auf das Wirken des Heiligen Geistes einlassen sollen und bezeichnet das neue Jahrtausend als eine Schwelle der Hoffnung. Er fordert daher auf, diese Schwelle zu überschreiten und anderen Zeugnis dieser Hoffnung zu geben, hierzu gehöre gehört auch der Ablass, den Papst Johannes Paul II. für das Heilige Jahr ausgeschrieben hat.

## Das Heilige Jahr 2000
Das Heilige Jahr 2000 wurde offiziell mit dieser Bulle einberufen. In ihr wird die Dauer des Heiligen Jahres definiert: von der Öffnung der  Heiligen Pforte im Petersdom während des Heiligen Abends am 24. Dezember 1999 bis zur Schließung derselben Pforte am  Epiphaniefest am 6. Januar 2001. Das Heilige Jahr 2000 stand unter dem Motto „Christus gestern, heute und in Ewigkeit“ (Hebräerbrief).

## Ein neues Jahrtausend mit der Mutter Gottes
Johannes Paul II. schreibt: „Niemals werden die Völker aufhören, die Mutter des Erbarmens anzurufen, und immer werden sie unter ihrem Schutz Zuflucht finden. Maria ist und bleibt die Mutter von der Immerwährenden Hilfe. Wenn wir uns Tag für Tag bemühen und auf sie vertrauen, führt sie uns in die ewige Heimat. Beginnen wir deshalb das neue Jahrtausend mit Maria. Weihen wir uns von neuem ihrem Unbefleckten Herzen … Alle die vielen Gnaden, die wir in diesem Jubeljahr empfangen können, erhalten wir durch die Hände Mariens, gemäß dem Wort des hl.  Pfarrers von Ars: ‚Keine Gnade kommt vom Himmel, ohne durch Marias Hände zu gehen‘ … ‚Möge unser Vertrauen und unsere Liebe zur Gottesmutter von Tag zu Tag wachsen; möge sie uns und alle Menschen zum Herrn führen …‘“